# Jabing
Jabing (mađarski: Vasjobbágyi) je općina u kotaru Borta u Gradišću, Austrija. Kroz Jabing protječe rijeka Pinka.